# 도큐 메구로선
도쿄 급행 전철 메구로 선(일본어: 東急目黒線 도큐 메구로 센[*])은 일본 도쿄도 시나가와구에 있는 메구로역과 도쿄 도 오타구에 있는 덴엔초후 역을 잇는 도쿄 급행 전철의 철도 노선이다. 운행 계통으로서는 도요코 선의 덴엔초후 - 히요시역의 구간을 포함한다.

## 역사
- 2000년 8월 6일: 메카마 선: 메구로 ~ 덴엔초후 구간을 메구로 선으로 분리, 1인 승무 개시.
- 2000년 9월 26일: 지하철 난보쿠 선, 미타 선으로 직결 운행 개시.
- 2001년 3월 28일: 지하철 난보쿠 선을 거쳐 사이타마 고속 철도선으로 직결 운행 개시.
- 2006년 9월 25일: 급행 운행 개시.

## 차량
- 3000계
- 3020계
- 5080계

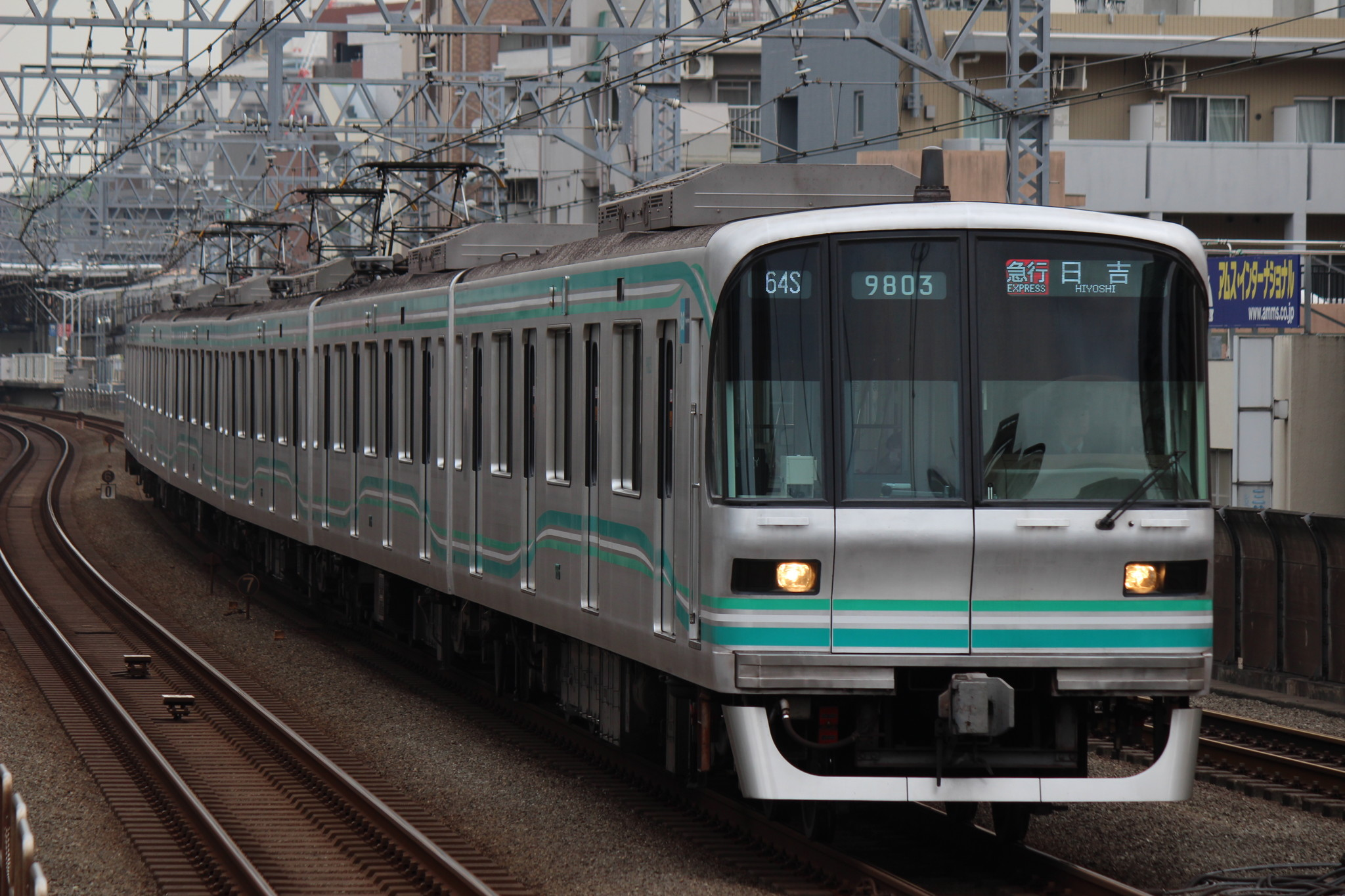
도쿄 메트로 9000계
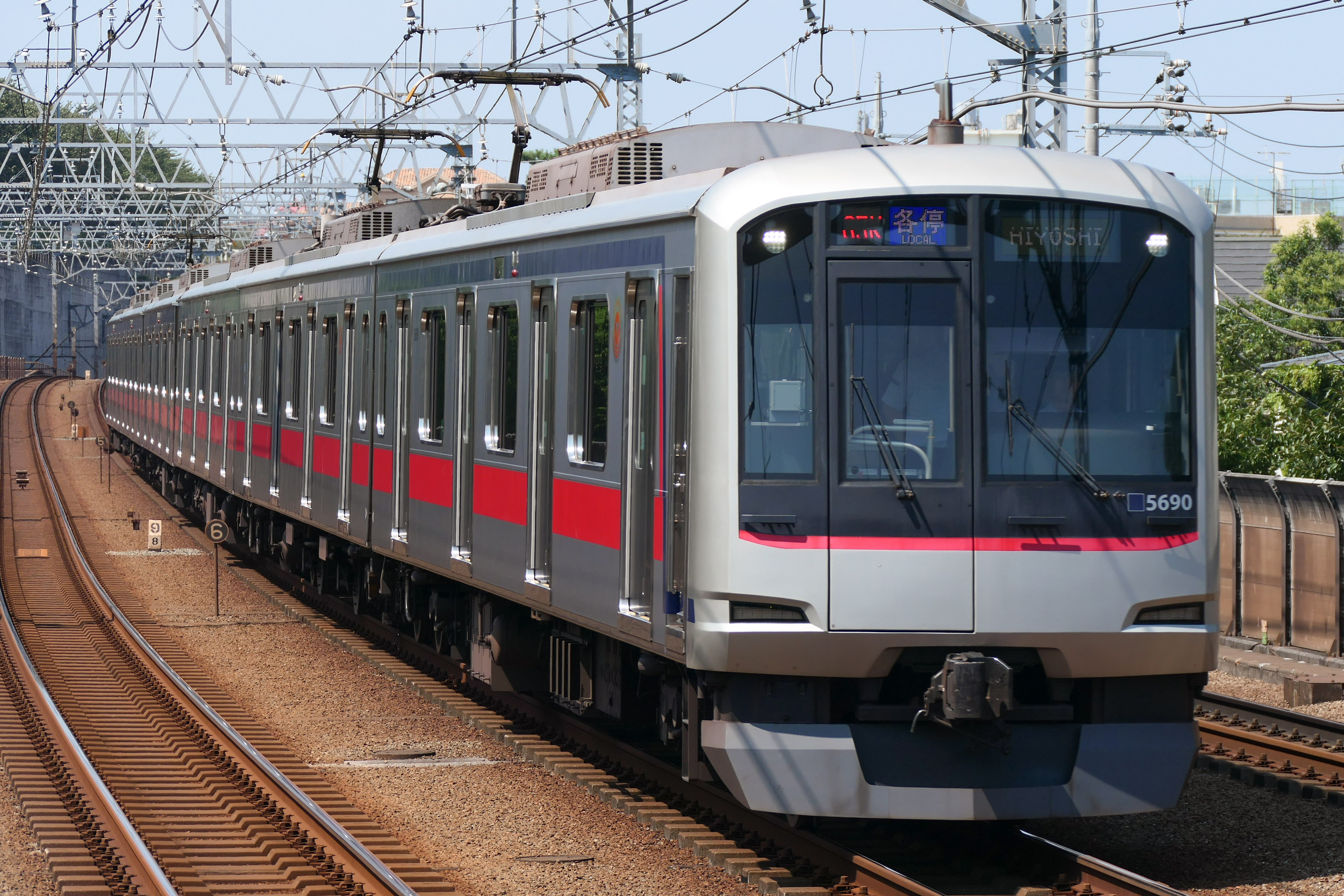
사이타마 고속철도 2000계
- 도영 지하철 6300형
- 도영 지하철 6500형
- 소테츠 21000계

- 도쿄 메트로 9000계
- 5080계

## 역 목록
| 역 번호 | 역명                      | 일어 역명           | 급 행 | 접속 노선                                                                                                   | 역간 거리 | 누적 거리 | 소재지         | 소재지         | 소재지     |
| ------- | ------------------------- | ------------------- | ----- | --- | --------- | --------- | -------------- | -------------- | ---------- |
| MG 01   | 메구로                    | 目黒                | ●     | 도쿄 지하철 난보쿠 선 (N-01, 직결 운행) 도쿄 도 교통국 지하철 미타 선 (I-01, 직결 운행) 야마노테 선 (JY 22) |           | 0.0       | 도 쿄 도       | 시나가와구     | 시나가와구 |
| MG 02   | 후도마에                  | 不動前              | │     | | 1.0       | 1.0       | 도 쿄 도       | 시나가와구     | 시나가와구 |
| MG 03   | 무사시코야마              | 武蔵小山            | ●     | 0.9 | 1.9       |           | 도 쿄 도       | 시나가와구     | 시나가와구 |
| MG 04   | 니시코야마                | 西小山              | │     | 0.7 | 2.6       |           | 도 쿄 도       | 시나가와구     | 시나가와구 |
| MG 05   | 센조쿠                    | 洗足                | │     | 0.7 | 3.3       | 메구로구  | 메구로구       |                |            |
| MG 06   | 오오카야마 (도큐 병원 앞) | 大岡山 (東急病院前) | ●     | 오이마치 선 (OM 08)                                                                                         | 1.0       | 4.3       | 도 쿄 도       | 오타구         | 오타구     |
| MG 07   | 오쿠사와                  | 奥沢                | │     | | 1.2       | 5.5       | 도 쿄 도       | 세타가야구     | 세타가야구 |
| MG 08   | 덴엔초후                  | 田園調布            | ●     | 도요코 선 (TY 08)                                                                                           | 1.0       | 6.5       | 도 쿄 도       | 오타구         | 오타구     |
| MG 09   | 다마가와                  | 多摩川              | ●     | 도요코 선 (TY 09) 다마가와 선 (TM 01)                                                                       | 0.8       | 7.3       | 도 쿄 도       | 오타구         | 오타구     |
| MG 10   | 신마루코                  | 新丸子              | │     | 도요코 선 (TY 10)                                                                                           | 1.3       | 8.6       | 가 나 가 와 현 | 가 와 사 키 시 | 나카하라구 |
| MG 11   | 무사시코스기              | 武蔵小杉            | ●     | 도요코 선 (TY 11) 난부 선 (JN 07) 요코스카 선 (JO 15) 쇼난 신주쿠 라인 (JS 15)                              | 0.5       | 9.1       | 가 나 가 와 현 | 가 와 사 키 시 | 나카하라구 |
| MG 12   | 모토스미요시              | 元住吉              | │     | 도요코 선 (TY 12)                                                                                           | 1.3       | 10.4      | 가 나 가 와 현 | 가 와 사 키 시 | 나카하라구 |
| MG 13   | 히요시                    | 日吉                | ●     | 도요코 선 (TY 13) 요코하마 시 교통국 지하철 그린 라인 (G 10)                                                | 1.5       | 11.9      | 가 나 가 와 현 | 가 와 사 키 시 | 고호쿠구   |